# Frequencerz
Frequencerz ist ein niederländisches Hardstyleduo welches aus dem Musikproduzenten Pepijn Hol (geboren 11. Mai 1987) und dem DJ Niels Koster (geboren am 21. März 1986) besteht.

## Karriere
Das Projekt wurde 2005 von dem Produzenten Pepijn Hol gegründet. Da er aber kein DJ war benötigte er einen Partner, den er in Niels Koster fand. Bekannt wurden sie durch andere Hardstyle Künstler wie D-Block & S-te-Fan und Deepack, die Frequencerz Lieder auf großen Festivals spielten. 2009 nahm sie eines der größten Hardstyle Label Fusion Records unter Vertrag und 2010 traten sie das erste Mal auf dem größten Hardstyle Festival Defqon.1 auf.
2015 gründeten sie mit Ran-D, Adaro und B-Front ein eigenes Label unter dem Namen Roughstate. Außerdem wurde mit B-Front ein neues Projekt unter dem Namen B-Freqz gegründet.
2016 veröffentlichten sie ihr erstes Album ""Medium Rare"" und sie wurden von Q-Dance beauftragt die offizielle Hymne für Q-Base zu produzieren. Im Jahr darauf produzierten sie die Defqon.1 Hymne. Weiterhin kündigten sie 2017 ihren neuen Live-Act ""Stealth Mode"" an, welcher auf der Großveranstaltung Supremacy uraufgeführt wurde.
Im Februar 2018 fand ein X-Qlusive Frequencerz statt. Kurz darauf wurde in Kollaboration mit B-Front unter dem Alias B-Freqz ein Album mit dem Namen ""Eclipse" präsentiert. Mit selbigen produzierten sie auch die Hymne für die 10. Ausgabe des Rebirth Festivals und mit D-Block & S-te-Fan wurde die Hymne für das 15. Jubiläum des Intents Festivals veröffentlicht. Noch für dieses Jahr ist ein Solo-Album in Planung.
Inzwischen spielen sie auf allen relevanten Hardstyle Großveranstaltungen wie Defqon.1, Decibel Outdoor, The Qontinent, Q-Base und Qlimax und sind ein fester Bestandteil der Hardstyle Szene. Zwischen 2012 und 2017 war jedes Jahr mindestens eines ihrer Lieder in der Q-Dance Top 10 Hardstyle Liste der FreaQshow.

## Diskografie

### Alben
| Titel       | Alias       | Label      | Jahr |
| ----------- | ----------- | ---------- | ---- |
| Medium Rare | Frequencerz | Roughstate | 2016 |
| Eclipse     | B-Freqz     | Roughstate | 2018 |

### Singles und EPs
| Titel                                      | Alias                        | Label                      | Jahr |
| ------------------------------------------ | ---------------------------- | -------------------------- | ---- |
| Ta Reine / Hallucinating                   | Freqs* Vs N3ck* & Decepticon | Explosive Records          | 2008 |
| Tomorrow & Beyond / Wishes                 | Frequencerz                  | DJ's United Orange Records | 2009 |
| Rawk / Convictive                          | B-Ware (2) & Frequencerz     | DJ's United Orange Records | 2009 |
| Bitch / Fight For Survival                 | Frequencerz                  | Fusion Records             | 2013 |
| Raw & Uncut (Official Qapital 2014 Anthem) | Frequencerz                  | Q-Dance                    | 2014 |
| Stealth Mode E.P.                          | Frequencerz                  | Roughstate                 | 2018 |

### Sonstige Veröffentlichungen
| Titel                                                   | Alias                                  | Label                                  | Jahr |
| ------------------------------------------------------- | -------------------------------------- | -------------------------------------- | ---- |
| Phaser / Driver                                         | Frequencerz                            | Fusion Records                         | 2010 |
| X-Pand                                                  | Frequencerz                            | Fusion Records                         | 2011 |
| Fly With Me                                             | Frequencerz                            | Fusion Records                         | 2011 |
| Rich MF                                                 | Frequencerz                            | Fusion Records                         | 2011 |
| Revolution                                              | Frequencerz                            | Fusion Records                         | 2011 |
| No Escape (Alcatrazz Anthem 2012)                       | Frequencerz                            | Fusion Records                         | 2012 |
| Attention                                               | Frequencerz                            | Fusion Records                         | 2012 |
| Bitch                                                   | Frequencerz                            | Fusion Records                         | 2012 |
| Fight For Survival                                      | Frequencerz & In-Phase                 | Fusion Records                         | 2012 |
| Evolved (Frequencerz Remix)                             | E-Force & Luna                         | A2 Records                             | 2012 |
| Incoming                                                | DJ Thera & Frequencerz                 | Theracords                             | 2013 |
| Bring Back The Funk                                     | Bass Modulators & Frequencerz          | Scantraxx                              | 2013 |
| Burning                                                 | Frequencerz                            | Fusion Records                         | 2013 |
| Our Freedom (Beat The Bridge Anthem 2013)               | Frequencerz                            | Fusion Records                         | 2013 |
| S.T.F.U. / G.T.F.O.                                     | Jack Of Sound & Frequencerz            | Fusion Records                         | 2013 |
| Quakers                                                 | Zany & Frequencerz                     | Fusion Records                         | 2013 |
| Delusion                                                | B-Front & Frequencerz                  | Fusion Records                         | 2013 |
| We Don’t Give A F_ck                                    | Digital Punk & Frequencerz Ft. MC Nolz | A2 Records                             | 2013 |
| Caught In The Fire / Inexcusable                        | Endymion & Frequencerz                 | Neophyte Records                       | 2013 |
| Rockstar                                                | Frequencerz                            | Fusion Records                         | 2013 |
| Insanity                                                | Radical Redemption & Frequencerz       | Minus is More (The Spell of Sin Album) | 2013 |
| One of a Kind                                           | B-Front & Frequencerz Ft. MC Nolz      | Fusion Records                         | 2014 |
| Men of Steel                                            | E-Force & Frequencerz                  | A2 Records                             | 2014 |
| Fatality                                                | Frequencerz & B-Front                  | Fusion Records                         | 2014 |
| Getting Off                                             | Frequencerz & Titan                    | Fusion Records                         | 2015 |
| Warrior (Emporium Anthem 2015)                          | Frequencerz Ft. MC Nolz                | Roughstate                             | 2015 |
| We Still Don't Give A F_ck                              | Digital Punk & Frequencerz Ft. MC Nol  | A² Records                             | 2015 |
| A Muse                                                  | Frequencerz                            | Roughstate                             | 2016 |
| Wolfpack                                                | Frequencerz & Tartaros ft. MC Jeff     | Roughstate                             | 2016 |
| Full Control                                            | Frequencerz & Da Tweekaz               | Roughstate                             | 2016 |
| Embrace                                                 | Frequencerz & Zany                     | Roughstate                             | 2016 |
| Shotgun                                                 | Frequencerz ft. MC Jeff                | Roughstate                             | 2016 |
| Snap Your Neck                                          | Frequencerz & Hard Driver              | Roughstate                             | 2016 |
| Shut Up                                                 | Frequencerz & Ran-D                    | Roughstate                             | 2016 |
| Open Your Mind                                          | Frequencerz                            | Roughstate                             | 2016 |
| Gods                                                    | Frequencerz & E-Force                  | Roughstate                             | 2016 |
| Elevate                                                 | Frequencerz & Warface                  | Roughstate                             | 2016 |
| Uber Mash Up                                            | Frequencerz & Warface                  | Self-released                          | 2016 |
| Die Hards Only (Q-Base Anthem 2016)                     | Frequencerz                            | Q-Dance                                | 2016 |
| 12FU                                                    | Frequencerz                            | Roughstate                             | 2016 |
| Nuclear                                                 | Frequencerz                            | Roughstate                             | 2016 |
| Snap Ya Neck                                            | Frequencerz & Hard Driver              | Roughstate                             | 2016 |
| Renegades                                               | Frequencerz & Bass Chaserz             | Roughstate                             | 2017 |
| Brave The Storm                                         | Frequencerz                            | Roughstate                             | 2017 |
| Victory Forever (Defqon.1 Anthem 2017)                  | Frequencerz                            | Q-Dance                                | 2017 |
| The Unknown                                             | Frequencerz                            | Self-released                          | 2017 |
| F The Industry                                          | Warface & Frequencerz                  | End of Line                            | 2018 |
| Lights                                                  | B-Freqz                                | Roughstate                             | 2018 |
| The Story                                               | B-Freqz                                | Roughstate                             | 2018 |
| Rebirth (Official Anthem 2018)                          | B-Freqz                                | Roughstate                             | 2018 |
| The Eclipse                                             | B-Freqz                                | Roughstate                             | 2018 |
| The Ultimate Celebration (Intents Festival 2018 anthem) | D-Block & S-te-Fan & Frequencerz       | Scantraxx                              | 2018 |
| Alright                                                 | Frequencerz                            | Roughstate                             | 2018 |
| Earthquake (Frequencerz Edit)                           | Frequencerz                            | Roughstate                             | 2019 |
| Waves                                                   | B-Freqz                                | Roughstate                             | 2019 |
| Robot Talk                                              | B-Freqz                                | Roughstate                             | 2019 |